# Bastian Steger

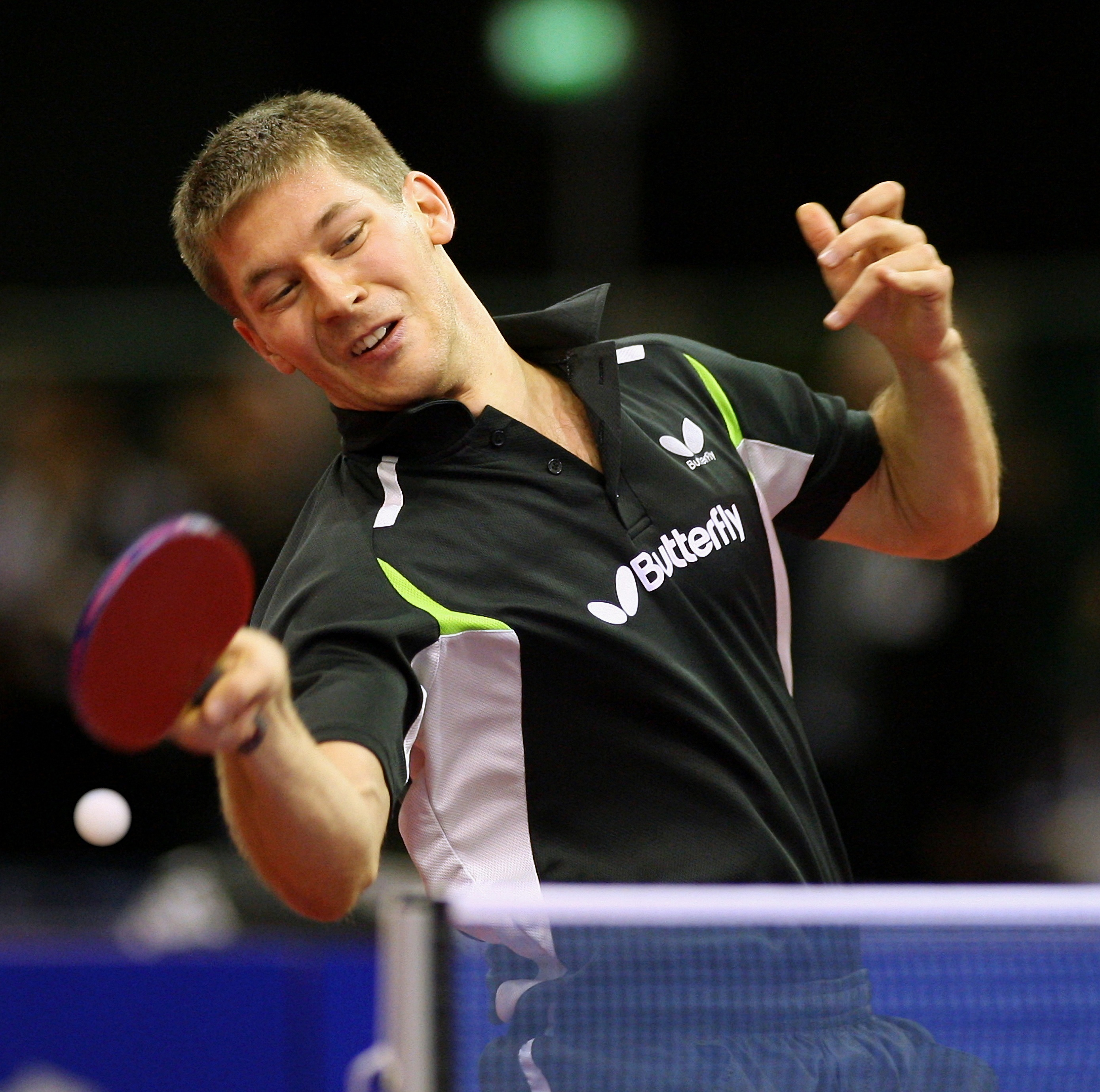
Bastian Steger.

Bastian Steger (nacido el 19 de marzo de 1981) es un jugador de tenis de mesa alemán. Compitió para Alemania en los Juegos Olímpicos de 2012 donde ganó una medalla de bronce en la prueba por equipos.